# Stigmatochroma
Stigmatochroma — рід грибів родини Caliciaceae. Назва вперше опублікована 2000 року.

## Класифікація
Згідно з базою MycoBank до роду Stigmatochroma відносять 9 офіційно визнаних видів:
- Stigmatochroma adauctum
- Stigmatochroma epiflavium
- Stigmatochroma epimartum
- Stigmatochroma gerontoides
- Stigmatochroma kryptoviolascens
- Stigmatochroma maccarthyi
- Stigmatochroma metaleptodes
- Stigmatochroma microsporum
- Stigmatochroma sorediatum